# Hausa-Fulani
Als Hausa-Fulani wird der Hausa sprechende Teil des Fulbe-Volks (auch Fulani, Peul oder Fellah genannt) im Sudan bezeichnet.
Ihm gehören rund 500.000 Menschen an. Die Bezeichnung Fulani ist die Bezeichnung, die im englischen Sprachraum verwendet wird, abgeleitet aus dem Hausa (Handelssprache in Westafrika). Fulbe nennen sich die Angehörigen dieser Volksgruppe selbst. Im französischen Sprachraum nennt man die Fulbe auch Peul. In Sudan nennt die arabische Mehrheit die Fulbe Fellah.
Die Menschen dieser Volksgruppe sind zumeist Nomaden. Die Hausa-Fulani sprechen nicht mehr ihre ursprüngliche Sprache Fulfulde, sondern Hausa.
Die Hausa-Fulani sind Ende des 19. Jahrhunderts aus Nigeria eingewandert, als die Briten das Fulani-Sultanat Sokoto unterwarfen.
Aus dem Volk der Hausa-Fulani stammt die Vorkämpferin der muslimischen Frauenbildung Nana Asma’u (1793–1864).